# Anillo de eternidad

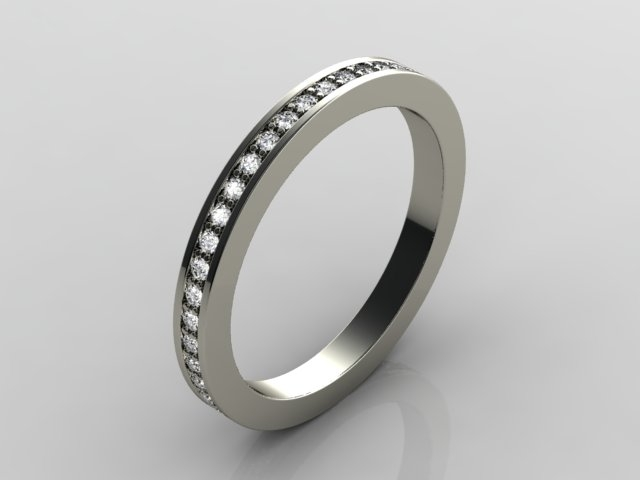
Anillo de eternidad.

Un anillo de eternidad es un anillo de dama, colocado en la mano, que comprende una banda de metales preciosos (por lo general de oro) creado con una línea continua de gemas idénticas (por lo general de diamantes) para simbolizar el amor sin fin, usualmente dado por el esposo a su esposa en la ocasión de un aniversario importante.
Debido a la presencia de piedras alrededor del anillo que puede ser complicado de usar, la alternativa es tener las piedras sólo en la parte superior del anillo. Esto se refiere a veces como un anillo de "media eternidad" en lugar un anillo de eternidad "completo".
El concepto del anillo de eternidad fue creado en la década de 1960 por De Beers. El periodista norteamericano Edward Jay Epstein afirma que en el momento la empresa tenía un acuerdo secreto con la Unión Soviética que, a cambio de la creación de un "único canal" controlando el suministro mundial de diamantes, 'requería' la compra de un 90-95% de los diamantes gema producidos por Rusia. La moda en aquel momento, particularmente para anillos de compromiso, era para un solo y gran diamante. Las gemas soviéticas, sin embargo, eran pequeñas. Para evitar el almacenamiento, De Beers embarcó una campañía de promoción de joyas conteniendo un número de diamantes pequeños culminando en el anillo de eternidad, que estaba dirigido para mujeres casadas y mayores de edad. Un lema de campaña, dirigida a los esposos, era "Ella se casó contigo en la riqueza y en la pobreza. Déjale saber cómo va."